# 愛人
愛人（あいじん）とは、
- （現代日本語）主に異性間において、深い性愛関係にある相手を指す。
- （古来の日本語）恋人。あるいは人を愛すること。

## 概説・用例
西郷隆盛の座右の銘「敬天愛人」の「愛人」は、恋愛とは関係なく人間愛といったような意味である。日本語では、「愛人」という表現は、単に「愛する相手」であるばかりでなく、ある種の暗示を含んでおり、不倫相手や妾（めかけ）を指す。日本でも、戦前までは不倫相手という意味は無く、恋人という意味で使われていた。「愛人」が「不倫相手」という意味が変化したのは戦後になってからである。
太宰治が『斜陽』にて不倫相手のことを「おメカケ」や「愛人」と表現したことが始まりとされている。
韓国語では「愛人（애인）」は「恋人」の意である。中国語でも「愛人」はそのまま「愛する人」の意で恋人という意味と「夫または妻」を指す言葉であり（ただし、台湾では、日本と同様「不倫相手」「妾」を指す場合もある）、現代日本語での「愛人」は「情人」という。

### 現代日本語の「愛人」
- 正式な婚姻関係がない（側室は除く）。
- 関係の深さ（肉体関係が暗示されるが、必ずしも必要としない要素ともされる）。
- 場合によって、相手に何らかの支配をおよぼしていることや住居を含めた多大な経済援助をしているなど、関係の非対称性が暗示される。
- ある程度の年齢の男女に、もしくは年上の男性から見た年下の女性に対し、用いることが多い。
- 第三者から見て、侮蔑的な意味合いが込められる場合がある。

例えば、男子学生が交際している女子学生を親に紹介する際に「恋人である」とは言っても、「愛人である」とは言わない。
男女の関係が恋人かセックスフレンドか、それとも愛人か内縁かは明確にわかるとは限らないが、妻のある男性の愛人は、以前（特に1960年代まで）は「二号（二号夫人）」「妾」「囲いもの」などと呼ばれた人々と重なる。そのあたりは戦後、「妾」という漢字が当用漢字表（現・常用漢字表）に含まれなかったことから、新聞をはじめとするマスメディアでは戦後は「妾」の代用語として「愛人」という言葉を用いるようになったという事情もある。
マルサ用語では「愛人」と呼ぶのを避け、「特殊関係人」と呼ばれる。こうした言い換えは、1987年の映画『マルサの女』で知られるようになった。
妻を持つ単身赴任者がその期間中のみ赴任先で妻同然の愛人のことを、「現地妻」と呼ぶ。また、船乗りまたはパイロットが乗物運航の滞在先で作った愛人のことを、「港妻」と呼ぶ。
嵐寛寿郎は見初めた女に家を買い与えて「現地妻」にし、別れる時は家ごと相手に譲渡して自分は風呂敷包み一つで去ったという。

## 愛人と芸術
文芸作品には、愛人および愛人関係を扱ったものが多く見られる。演歌で「待つ女」として定型化して描かれるのも、多くはこの種の関係である。
- 与話情浮名横櫛 - 歌舞伎の名作。春日八郎の歌『お富さん』でも、大いに流行した。
- 肉体の悪魔 - レイモン・ラディゲの小説。夫が出征している間、妻は若い男を愛人にしてしまう。
- 愛人（L'amant） - マルグリット・デュラスの自伝小説。映画化もされた（『愛人/ラマン』）。
- ベルサイユのばら - フランス革命を舞台にした池田理代子の漫画作品。フランス王妃マリー・アントワネットとスウェーデン貴族フェルゼン伯爵の関係を描く。